# Stigmella geimontani
Stigmella geimontani ist ein Schmetterling aus der Gattung Stigmella in der Familie der Zwergminiermotten (Nepticulidae). Die Art wurde 1939 von Josef Klimesch im Dachsteingebiet entdeckt und nach der Wirtspflanze ihrer Raupe, der Berg-Nelkenwurz (Geum montanum), benannt.

## Merkmale
Die Imagines erreichen eine Flügelspannweite von 5,5 bis 6 Millimetern und zählen damit zu den größten ihrer Gattung. Die Art weist einen Sexualdimorphismus auf: die Männchen sind größer, mit blass olivgrauen Vorderflügeln, die eine lichte, schwach metallische Binde tragen. Die Weibchen sind gedrungener und dunkler getönt. Ihr Vorderflügel ist bis zur Binde grünlich erzfarben und hinter der Binde bis zur Flügelspitze purpurbraun. Die Hinterflügel sind bei beiden Geschlechtern grau. Die Kopfhaare sind bei beiden Geschlechtern schwarz, die Nackenschöpfe und Augendeckel gelblich. Bezüglich des Baus der Genitalorgane sei auf die Originalliteratur verwiesen. Die Raupe ist bernsteingelb mit brauner Kopfkapsel.

## Lebensweise
Die Eiablage erfolgt auf ein Grundblatt der Berg-Nelkenwurz (Geum montanum). Die Mine, deren Beginn durch  Anthocyan rötlich gefärbt ist, ist anfangs mehr oder minder stark gewunden und folgt dann meist dem Verlauf einer Blattrippe.

## Verbreitung
Stigmella geimontani wurde bisher nur in den Nordostalpen in Höhen zwischen 1700 und 2000 Metern gefunden: im Dachsteingebiet und in den steirischen  Niederen Tauern: Bösenstein und Zeiritzkampel.